# Meruzalka jezerní
Meruzalka jezerní (Ribes lacustre) je druh opadavého keře z čeledi meruzalkovité (Grossulariaceae), s velikým areálem v Severní Americe.

## Popis
Vzpřímeně nebo poléhavě rostoucí, rozkladitý opadavý keř, 0,5–2 metry vysoký. Větve jsou pokryty pichlavými ostnitými štětinami, v uzlech se nachází 1–3 trny dlouhé 6–12 mm. Listy jsou střídavé, dlanité, s 5–7 laloky, hluboce vykrajované, na okrajích nepravidelně hrubě zubaté, s žláznatě chlupatým řapíkem, na povrchu lysé nebo (především na žilkách) roztroušeně žláznaté. Květy jsou oboupohlavné, s mělkou miskovitou češulí, uspořádané v odstávajících nebo převislých hroznech o 5 až 15 květech a rozkvétající časně zjara. Kališní cípy jsou rozevřené nebo nazpět ohnuté, široce vejčité, žlutozelené, hnědočervené nebo růžové. Korunní lístky jsou jako u jiných meruzalek drobné, ve stejné barvě jako kalich. Plody jsou kulovité či oválné, jemně ostnitě žláznaté bobule cca 8 mm velké, ve zralosti černé či temně fialové, lesklé. Jsou jedlé, avšak mdlé, nevýrazné chuti.

## Rozšíření a ekologie
Meruzalka jezerní má široký areál zahrnující větší část Kanady (mimo nejsevernější provincie) a sever Spojených států od pobřeží Pacifiku až po Novou Anglii. Roste též ve Skalnatých horách, na jihu zasahuje až po Kalifornii a Nové Mexiko. Je to velmi přizpůsobivý keř, zvládající široké spektrum ekologických podmínek. Nejčastěji roste ve vlhkých a stinných boreálních, zejména jehličnatých lesích, v houštinách okolo vodních toků, lze se s ním však setkat i v podrostu suchých lesů amerického jihozápadu, stejně jako na subalpínských svazích a v kosodřevině, od mořské hladiny až po 3400 m n. m.

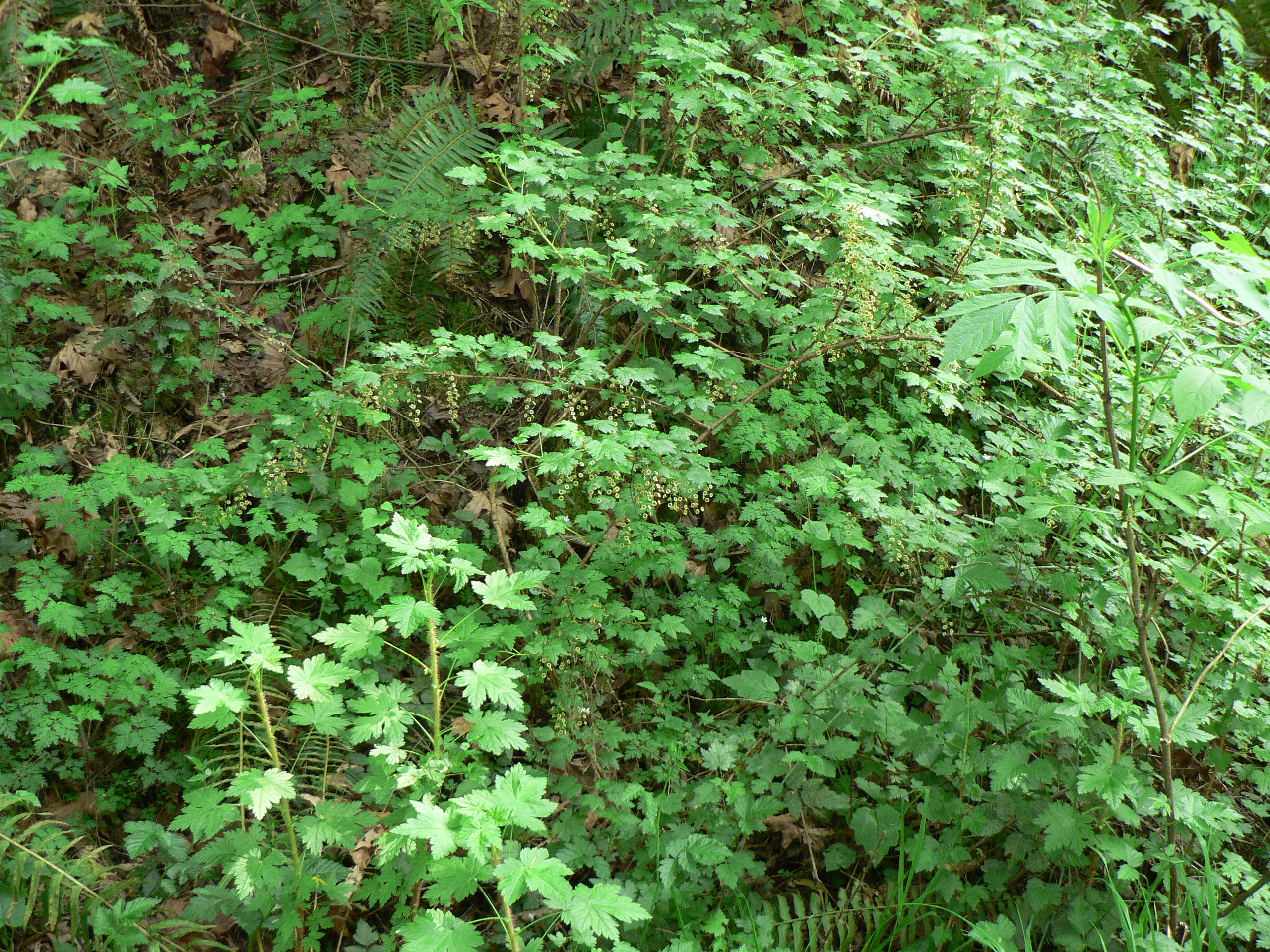
Habitus na přirozeném stanovišti
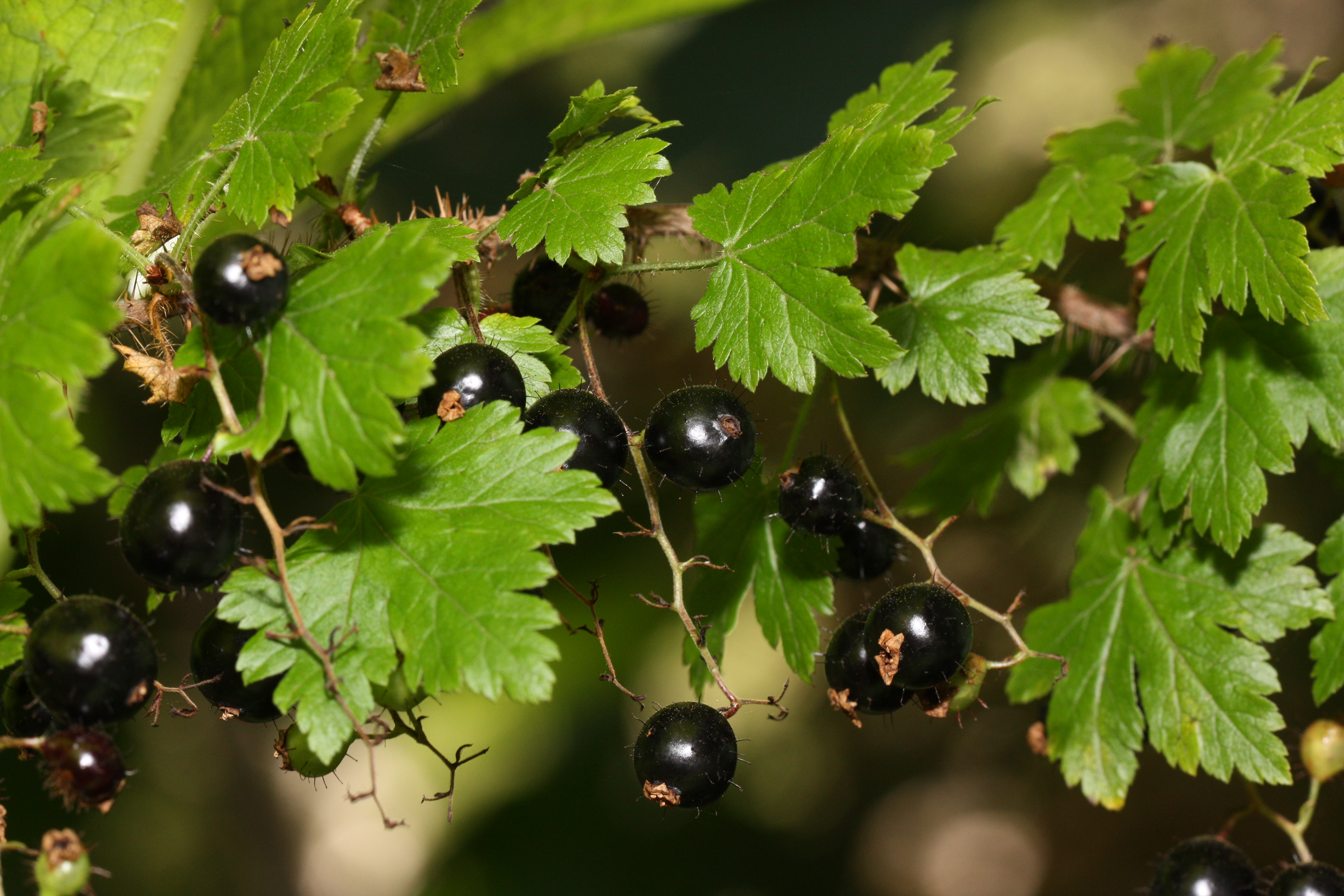
Zralé plody
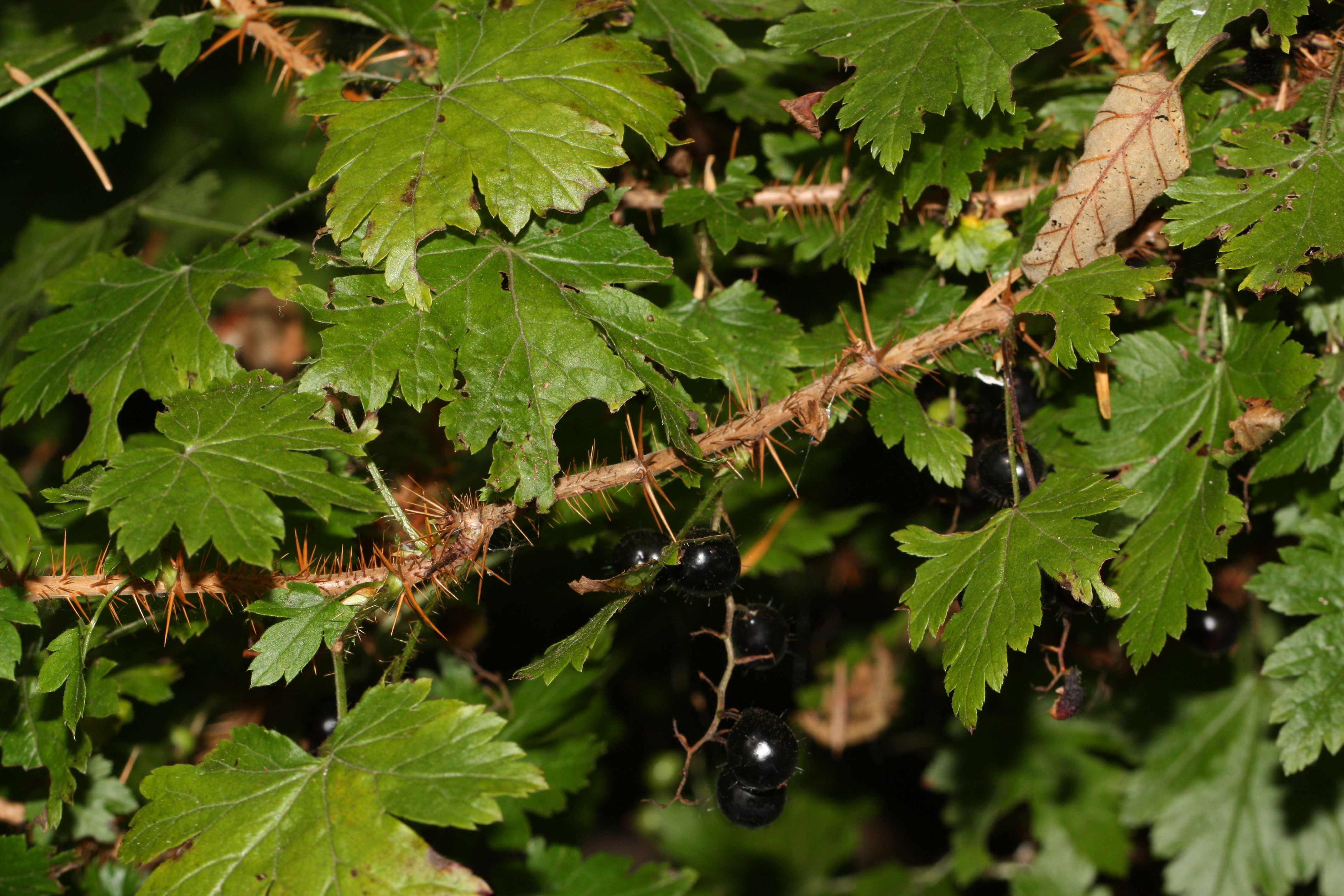
Trnité větvičky
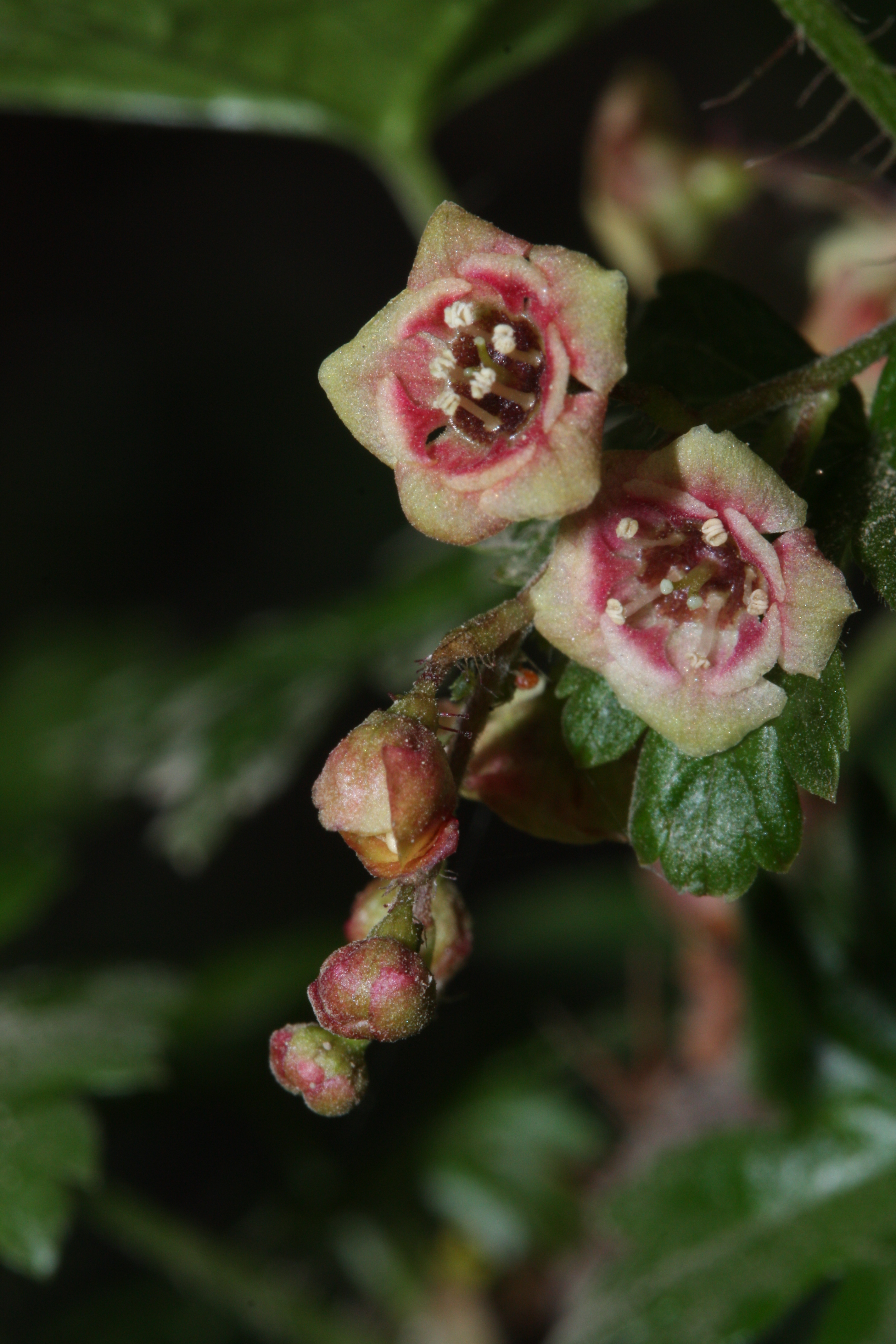
Detail květů
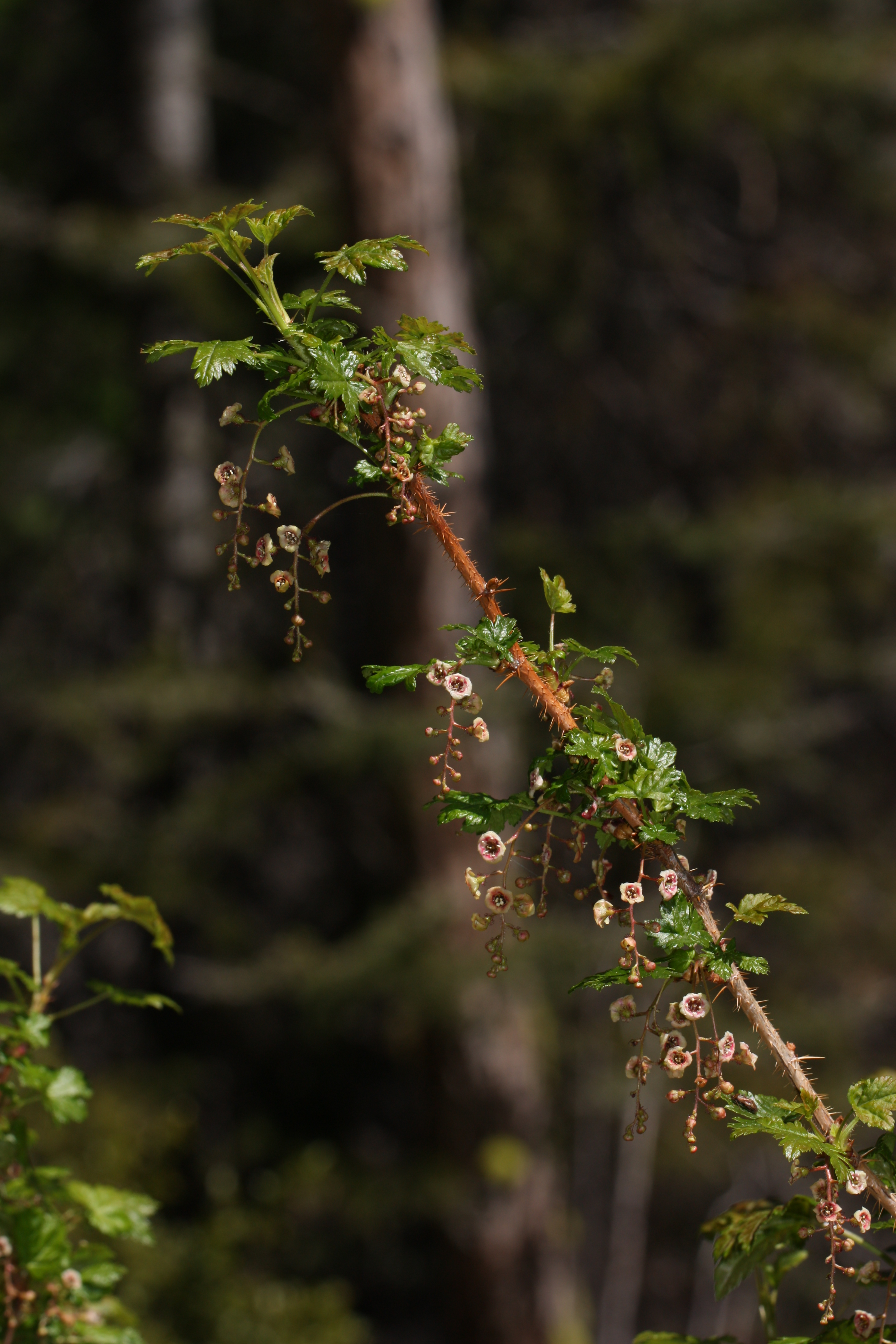
Rozkvetlý keř